# NADEF
La NADEF, o Nota di aggiornamento al DEF, è un documento che il Governo italiano presenta alle Camere entro il 27 settembre di ogni anno, al fine di aggiornare le previsioni economiche e finanziarie del DEF. Esso prende in considerazione la maggiore disponibilità di dati ed informazioni sull'andamento del quadro macroeconomico e di finanza pubblica rispetto all’approvazione del documento iniziale.
La nota, inoltre, contiene l'aggiornamento degli obiettivi programmatici, che tiene conto anche delle eventuali osservazioni formulate delle istituzioni europee competenti nelle materie relative al coordinamento delle finanze pubbliche degli Stati membri.